# Busto do Papa Inocêncio X

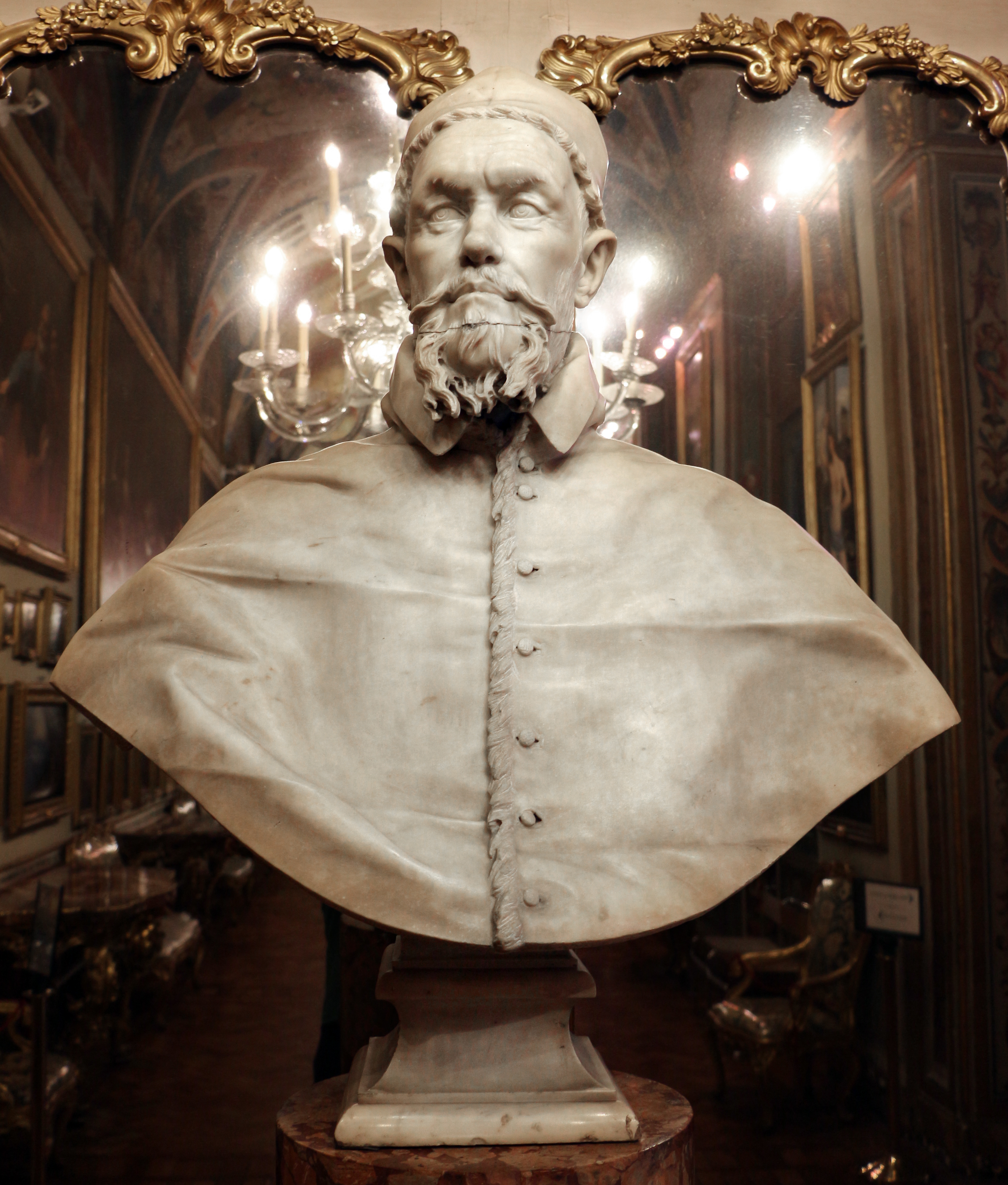
First version

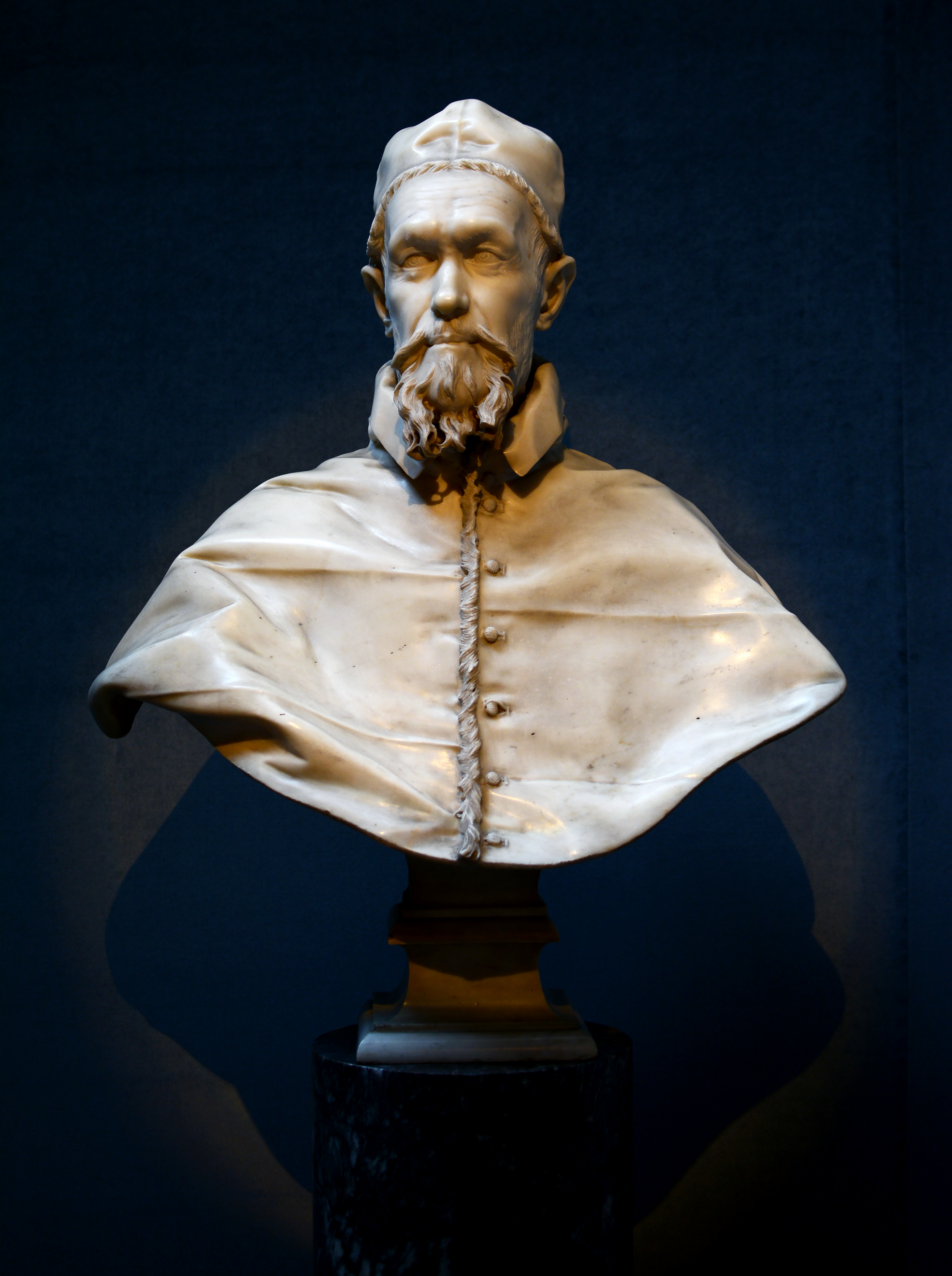
Second version

Os Bustos do Papa Inocêncio X são dois bustos realizados pelo artista italiano Gian Lorenzo Bernini que retratam o Papa Inocêncio X, Giovanni Battista Pamphili. As obras foram realizadas por volta de 1650 e as duas esculturas encontram-se atualmente na Galleria Doria Pamphili em Roma. Assim como os dois bustos do Cardeal Scipione Borghese, acredita-se que Bernini criou uma segunda versão do busto uma vez que havia um defeito na sua primeira versão. Existem numerosas versões similares ao busto realizadas por outras artistas, principalmente por Alessandro Algardi.